# Ижаковци
Ижаковци (словен. Ižakovci, мађ. Murasziget) су насељено место у општини Белтинци, Помурска регија, Словенија.

## Историја
До територијалне реорганизације у Словенији били су у саставу старе општине Мурска Собота.

## Становништво
У попису становништва из 2011. године, Ижаковци су имали 827 становника.
| Број становника према пописима | Број становника према пописима | Број становника према пописима |
| ------------------------------ | ------------------------------ | ------------------------------ |
| 1991                           | 2002                           | 2011                           |
| 846                            | 820                            | 827                            |

## Галерија
- острво на Мури – „Острво љубави“, плутајући млин
- распеће